# Târgu Logrești, Gorj
Târgu Logrești este satul de reședință al comunei Logrești din județul Gorj, Oltenia, România.

## Vezi și
- Mănăstirea Logrești

## Imagini

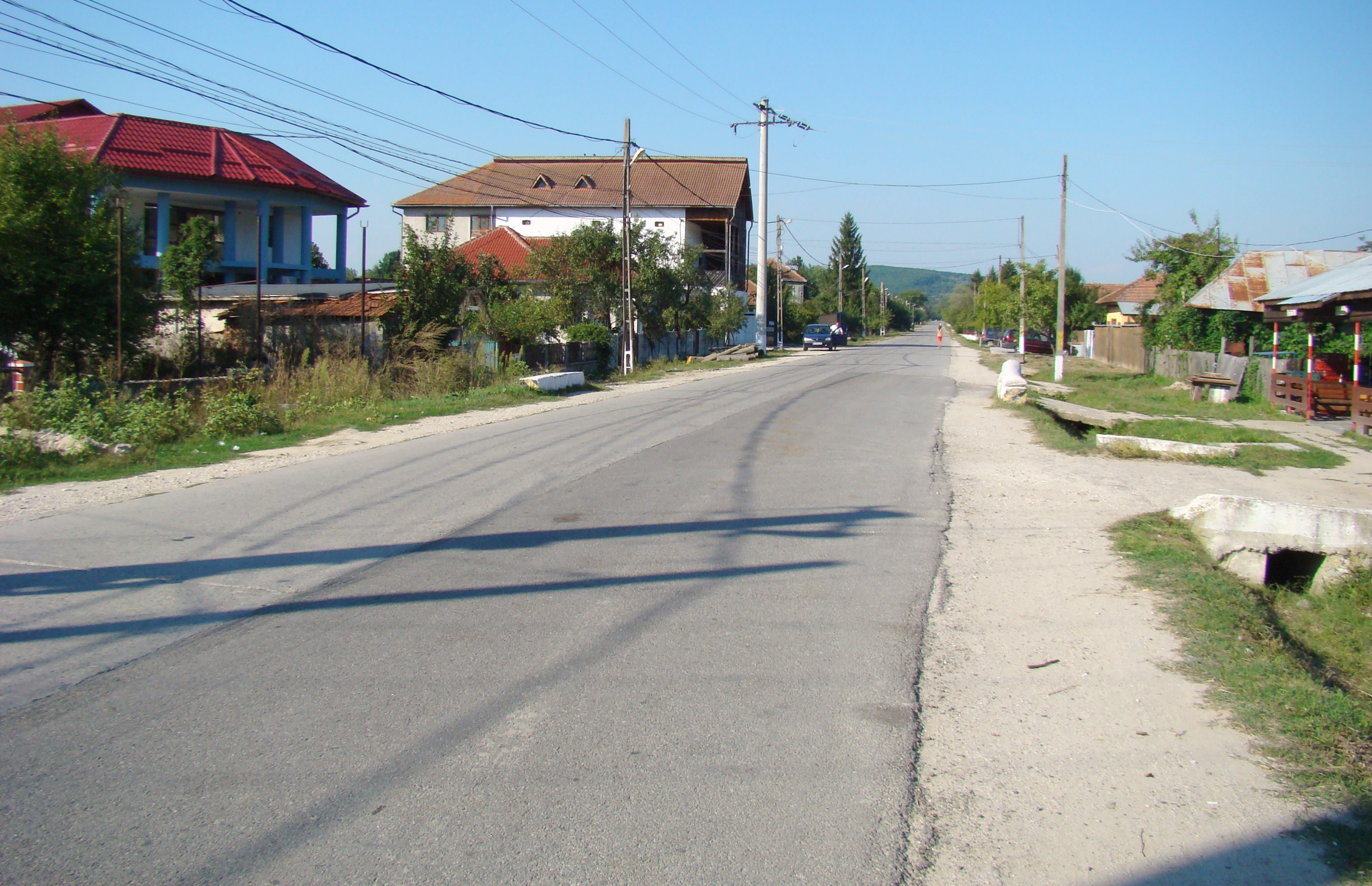
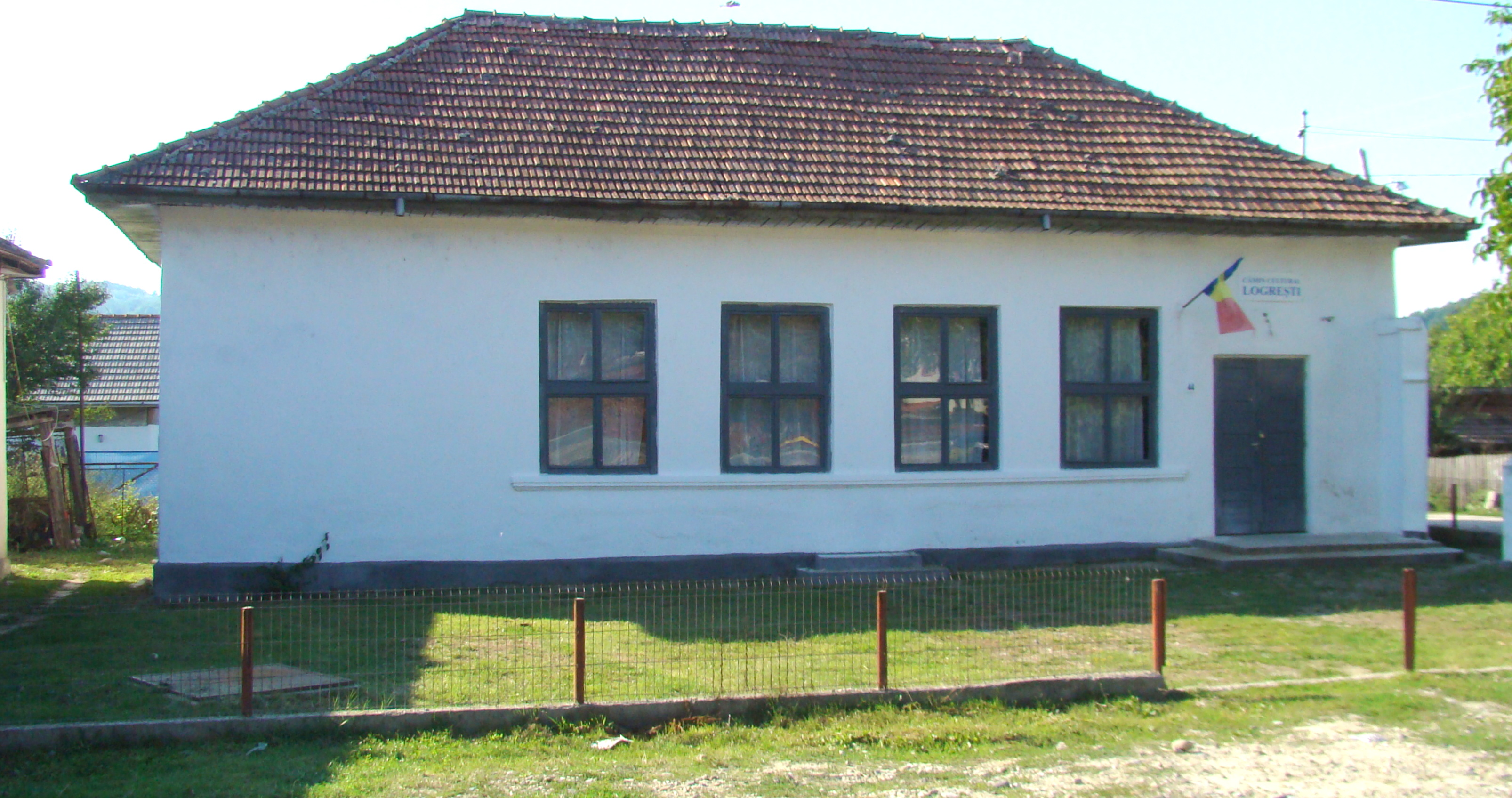
Căminul cultural
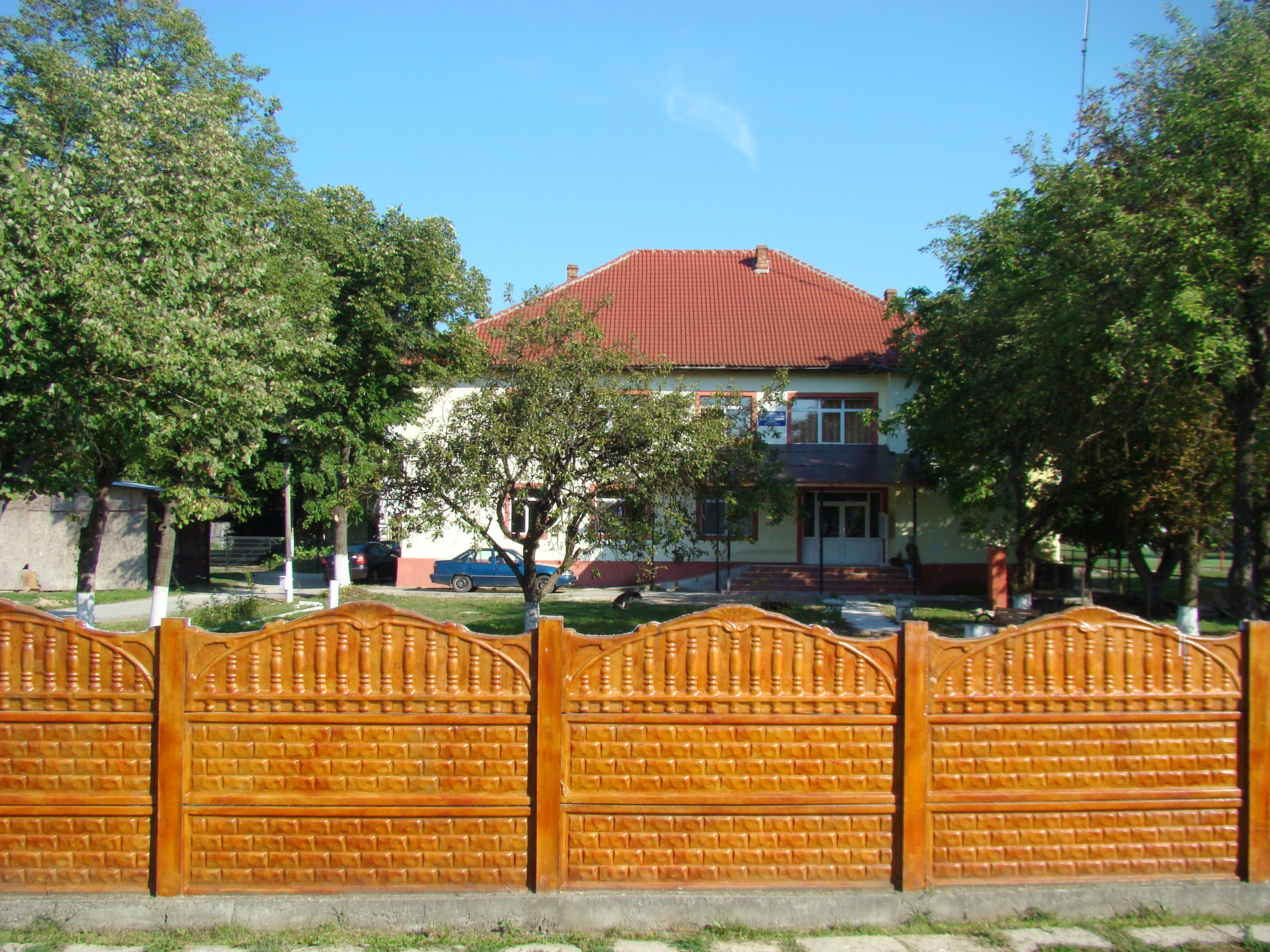
Secţia de medicină internă Logreşti a Spitalului Orăşenesc Târgu Cărbuneşti
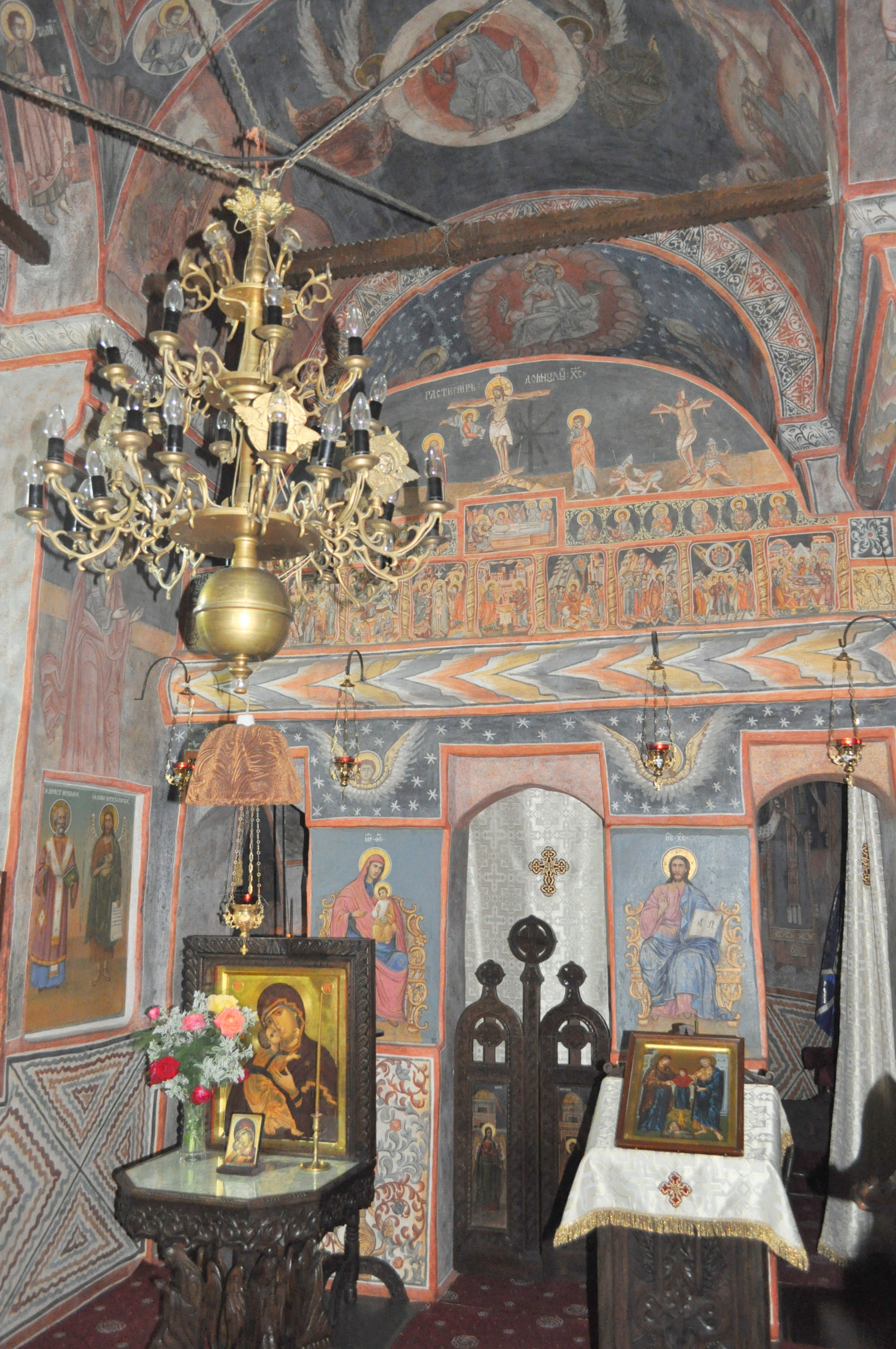
Biserica „Sfinţii Ioachim și Ana” a Schitului Logrești (monument istoric)

 Acest articol despre o localitate din județul Gorj este deocamdată un ciot. Puteți ajuta Wikipedia prin completarea lui.